# Puji
Puji (kinesiska: P’u-chi, 普济) är en köpinghuvudort i Kina. Den ligger i provinsen Sichuan, i den sydvästra delen av landet, omkring 290 kilometer nordost om provinshuvudstaden Chengdu. Antalet invånare är 22 032. Befolkningen består av 11 042 kvinnor och 10 990 män. Barn under 15 år utgör 18,0 %, vuxna 15-64 år 69 %, och äldre över 65 år 12,0 %.
Runt Puji är det ganska tätbefolkat, med 172 invånare per kvadratkilometer. Närmaste större samhälle är Huangyang, 8,1 km väster om Puji. I omgivningarna runt Puji växer i huvudsak blandskog.
Genomsnittlig årsnederbörd är 1 375 millimeter. Den regnigaste månaden är juli, med i genomsnitt 309 mm nederbörd, och den torraste är december, med 3 mm nederbörd.